# Buzón para leche

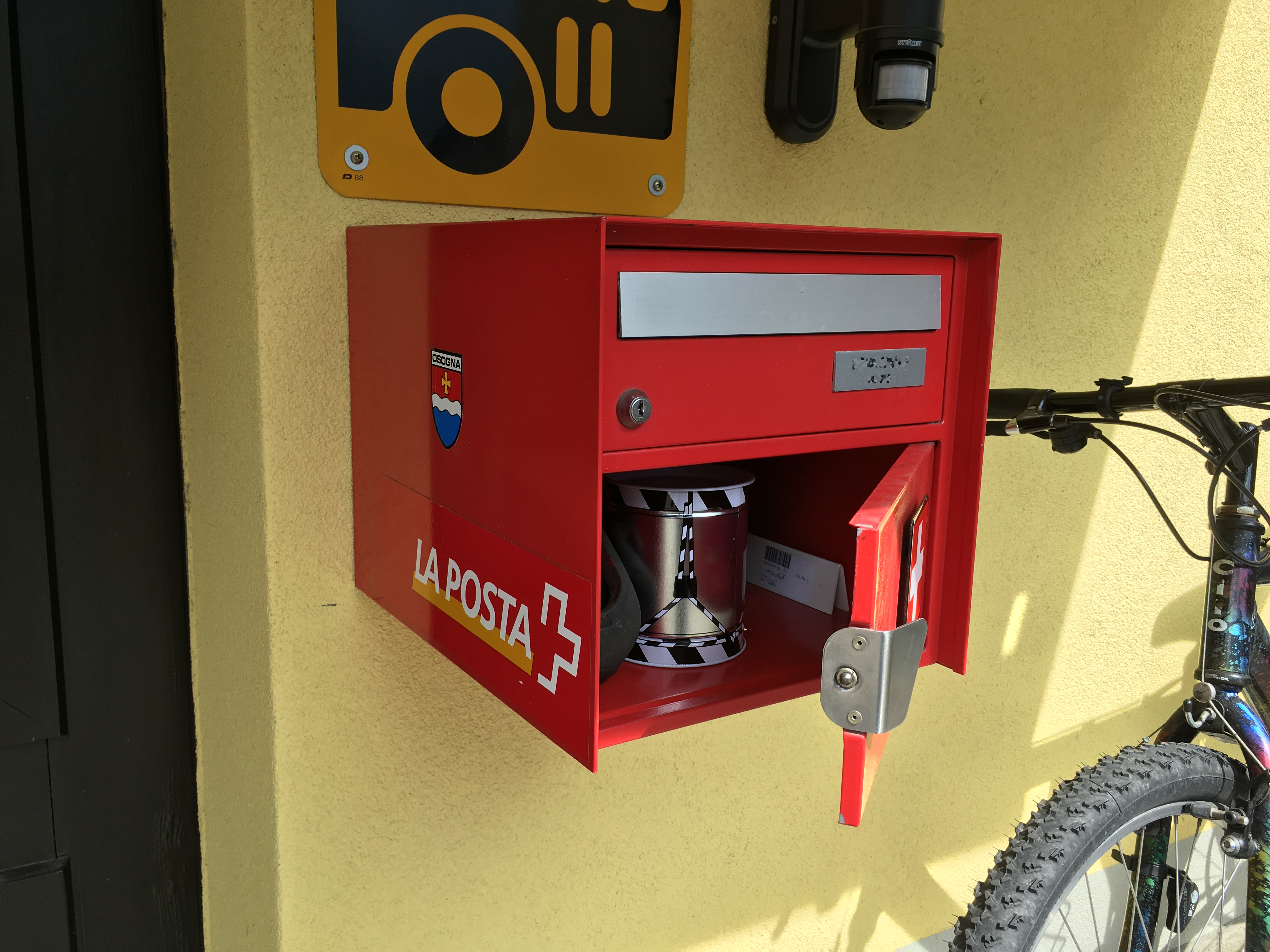
Buzón privado con Milchkasten -Buzón para leche- abierto (cantón del Ticino)

Se le conoce como Milchkasten en alemán (en alemán suizo también se usa a menudo en diminutivo: "Milchkästli" o "Milchchäschtli"). Se entiende en Suiza como un compartimento adicional en el buzón de correos personal. El compartimento es más grande que el del propio buzón de cartas y se puede acceder libremente, es decir, no está provisto de cerradura y está normado por ley. Existen también buzones para paquetes de tamaño aún mayor, especialmente en edificios de apartamentos.

## Historia
Antiguamente el lechero solía depositar en este compartimiento la leche que se pedía a domicilio. Hoy en día, la caja de leche se usa principalmente para dejar objetos pequeños cuando alguien está fuera. El Swiss Post -Correo Suizo- entrega las cartas más gruesas y también paquetes pequeños dentro del buzón para leche.

## Aspectos técnicos
En la terminología técnica del Swiss Post, el buzón para leche se denomina como Compartimento de almacenamiento y Caja de almacenamiento.
La normativa exige que el buzón para leche y el buzón de cartas permitan el acceso a personas con movilidad reducida. El diseño debe considerar  y garantizar el accesibilidad universal para usuarios de sillas de ruedas y con movilidad reducida.
Existe también innovación luego de considerar la legislación suiza y el libre acceso a este compartimiento. Compañías como Nespresso aprovechan esta oportunidad para entregar un servicio de reciclaje de cápsulas de café. Pero no es la única innovación de este tipo; la compañía Texaid recoge ropa vieja desde los Milchkasten; o también la compañía Volg, que entrega pedidos en línea directamente dentro del buzón para leche.

## Enlaces web
- Swiss post - Buzón privado y paquetería (en inglés)
- Correo suizo quiere buzones estandarizados (en alemán)